# Genet Tibieso
Genet Tibieso (ur. 23 stycznia 1994) – etiopska lekkoatletka specjalizująca się w biegu na 1500 metrów.
W 2011 zdobyła brązowy medal mistrzostw świata juniorów młodszych. 
Rekord życiowy: 4:11,56 (9 lipca 2011, Lille Metropole). 

## Osiągnięcia
| Rok  | Impreza                               | Miejsce         | Pozycja    | Wynik   |
| ---- | ------------------------------------- | --------------- | ---------- | ------- |
| 2011 | Mistrzostwa świata juniorów młodszych | Lille Metropole | 3. miejsce | 4:11,56 |